# De Spelbrekers
A De Spelbrekers egy holland férfiduó volt. 1945-ben alapították, tagjai Theo Rekkers (Valburg, 1924. április 24. – 2012. április 20.) és Huug Kok (1918. február 19. – 2011. október 27.) voltak. A második világháború utáni holland könnyűzene egyik legismertebb előadójának számítottak. 
Ők képviselték Hollandiát az 1962-es Eurovíziós Dalfesztiválon Katinka című dalukkal, ahol pontot sem szerezve az utolsó helyen végeztek.

## Képek

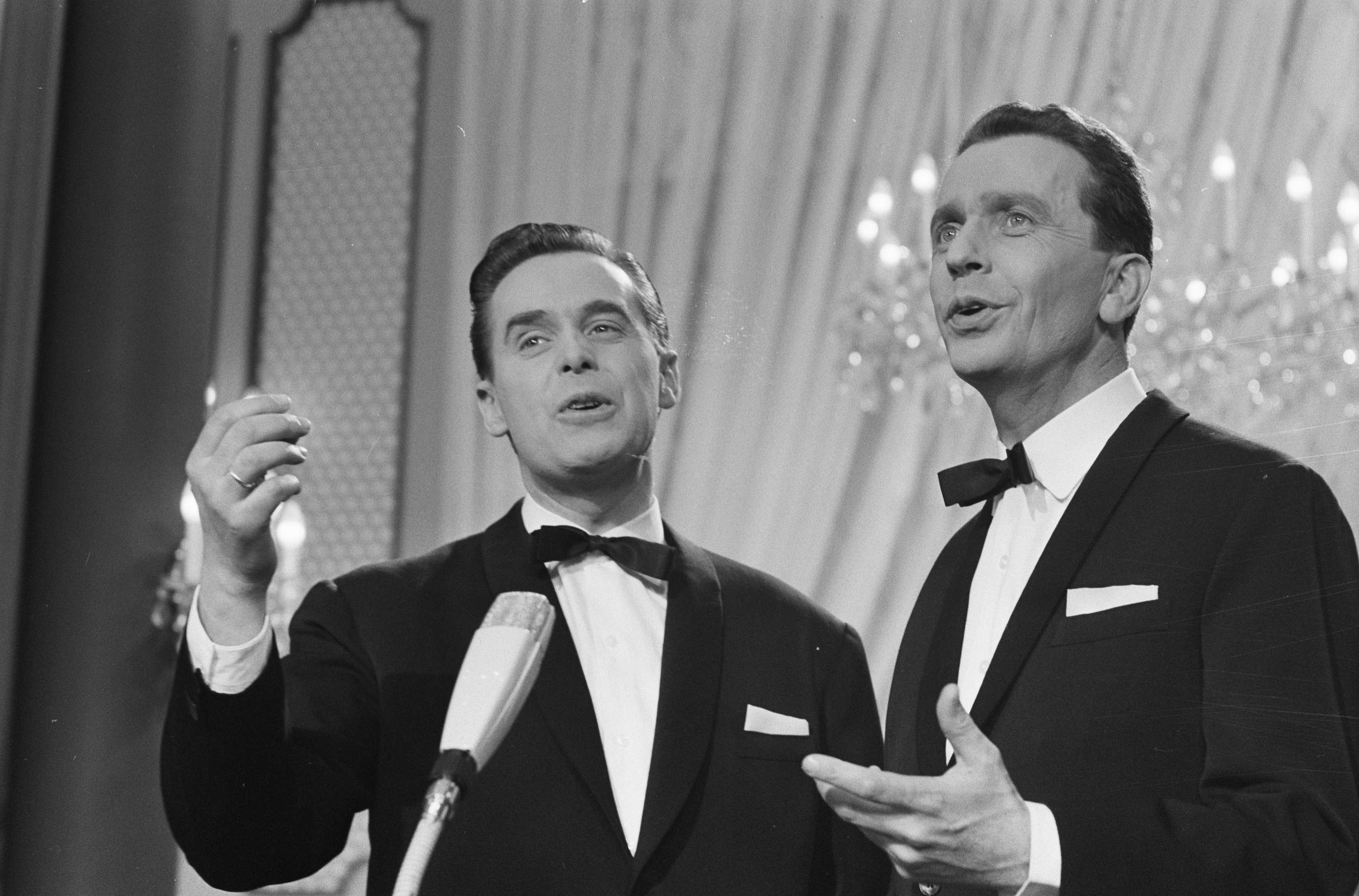
A Katinka előadása közben (1962)
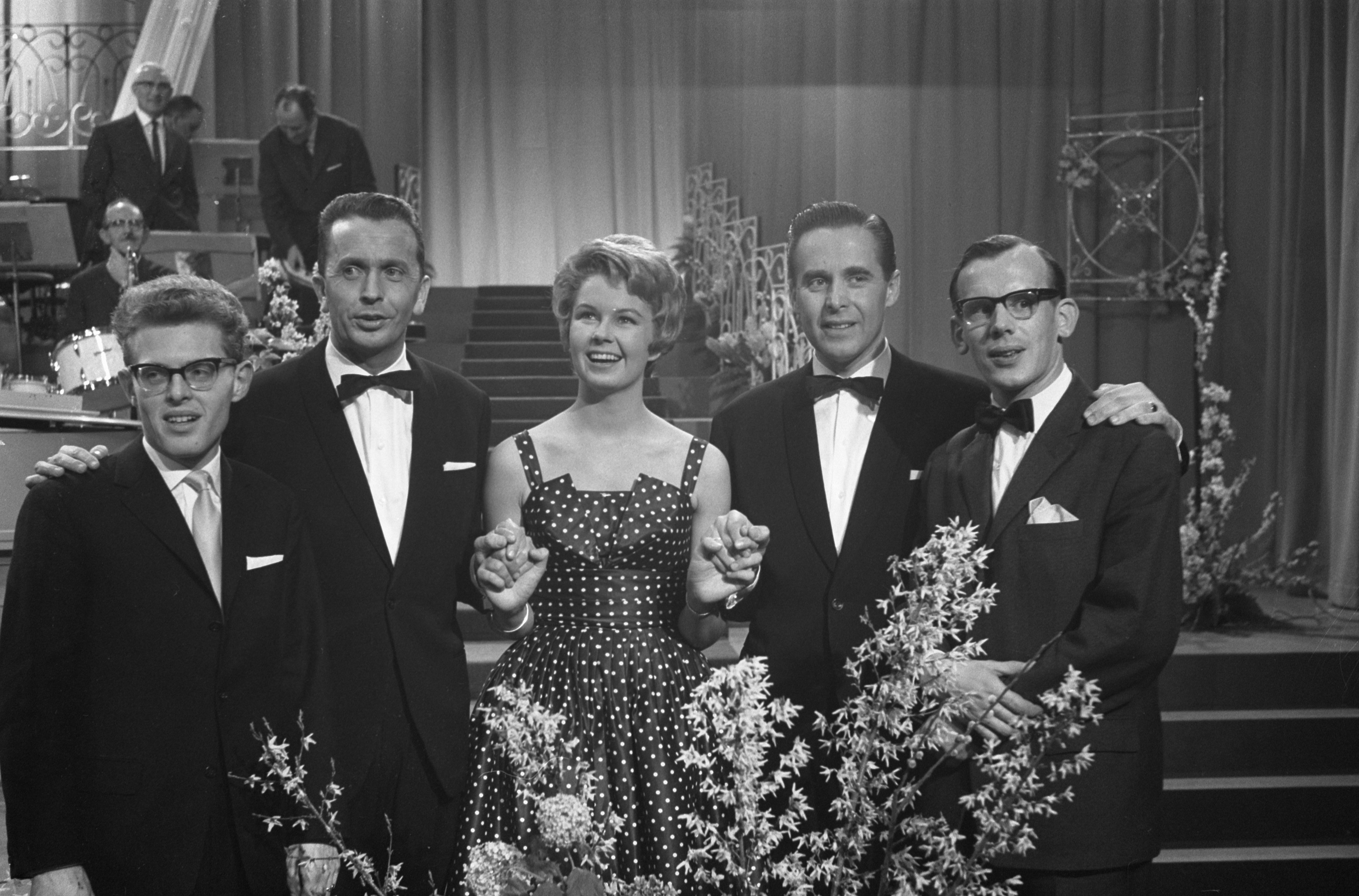
szintén 1962-ben
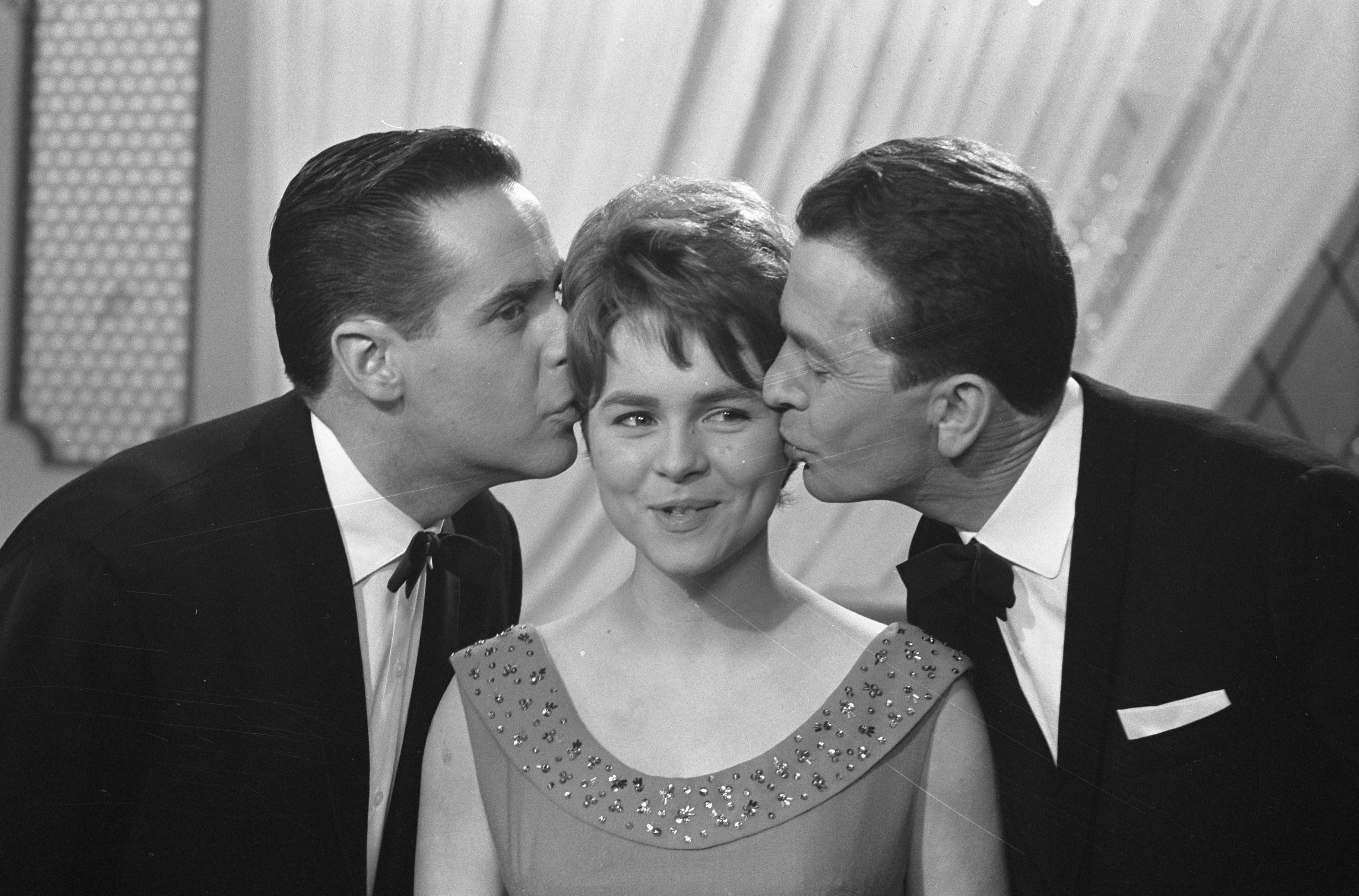
A De Spelbrekers és Conny Froboes 1962-ben
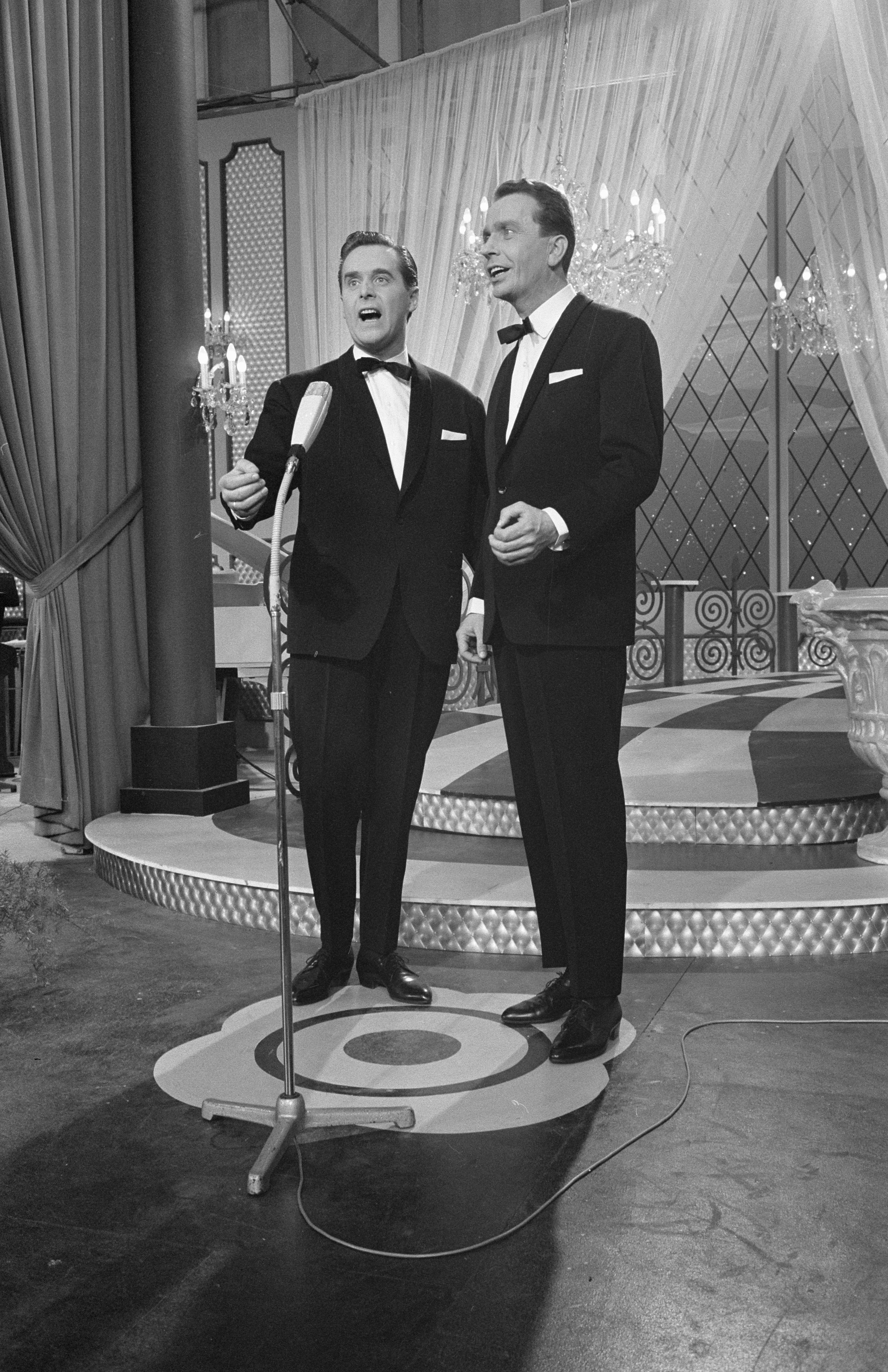
A Katinka című dal előadása közben